# 코라 보케르

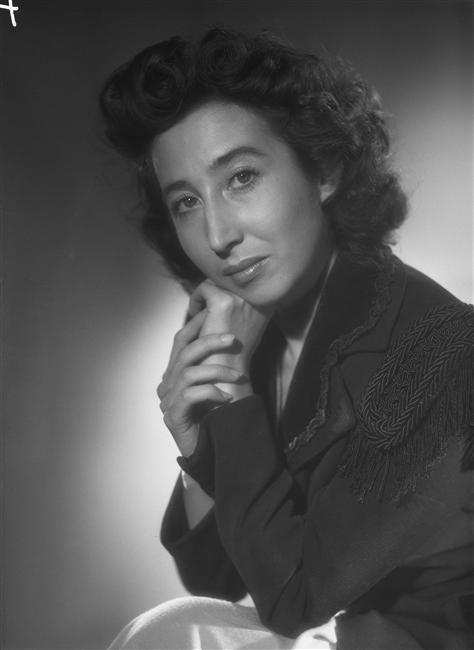

코라 보케르(Cora Vaucaire, 1918년 7월 22일 ~ 2011년 9월 17일)는 마르세유 출신의 여성가수이다. 처음에는 배우였으나 1939년에 파리 방송국의 아마추어 노래자랑에서 우승하여 가수로 전향하였다. 1941년에 ABC 극장의 신인 콩쿠르에서 우승하여 에디트 피아프나 프레르의 인정을 받았다. 1955년과 1956년에도 연이어 음반으로 디스크 대상을 획득하였다. 샹송 리테레르를 주요한 레퍼토리로 삼으며, 시인 미셸 보케르의 부인이다.